# Ersin Çetin
Ersin Çetin (ur. 24 kwietnia 1984) – turecki zapaśnik walczący w stylu wolnym. Piąty na mistrzostwach świata w 2010 i na mistrzostwach Europy w 2002 i 2009. Mistrz śródziemnomorski w 2010. Akademicki wicemistrz świata w 2006. Szósty w Pucharze Świata w 2006. Mistrz świata juniorów w 2003 roku.